# Dekanat Bydgoszcz VI
Dekanat Bydgoszcz VI – jeden z dwudziestu jeden dekanatów w rzymskokatolickiej diecezji bydgoskiej.

## Parafie
W skład dekanatu wchodzi 6 bydgoskich parafii:
| Lp | Miejscowość / parafia                                                   | Rok erygowania | Patron                       | Odpust parafialny        | Uwagi | Zdjęcie |
| -- | ----------------------------------------------------------------------- | -------------- | ---------------------------- | ------------------------ | --- | ------- |
| 1  | Bydgoszcz (Kapuściska, Zimne Wody) św. Józefa Rzemieślnika              | 1946           | św. Józef z Nazaretu         | 1 maja                   | Kościół parafialny poewangelicki z 1906 roku (w rejestrze zabytków); przy parafii znajduje się siedziba Caritas diecezji bydgoskiej; www |         |
| 2  | Bydgoszcz (Siernieczek, Brdyujście, Bydgoszcz Wschód) św. Stanisława BM | 1946           | św. Stanisław ze Szczepanowa | 8 maja                   | Kościół parafialny otoczony cmentarzem zbudowany w latach 1923-1925 (w rejestrze zabytków); www                                          |         |
| 3  | Bydgoszcz (Bartodzieje) Matki Boskiej Częstochowskiej                   | 1980           | Matka Boża Częstochowska     | 26 sierpnia              | www |         |
| 4  | Bydgoszcz (Bartodzieje) Matki Boskiej Ostrobramskiej                    | 1980           | Matka Boża Ostrobramska      | 16 listopada             | www |         |
| 5  | Bydgoszcz (Bartodzieje) Matki Bożej Zwycięskiej                         | 1980           | Matka Boża Zwycięska         | 4 marca, 12 września     | www |         |
| 6  | Bydgoszcz (Leśne, Las Gdański) Zmartwychwstania Pańskiego               | 1980           | Zmartwychwstanie Jezusa      | Poniedziałek Wielkanocny | W parafii posługują misjonarze Zgromadzenia Misji św. Wincentego á Paulo; www                                                            |         |